# 娄庄镇 (泰州市)
娄庄镇，是中华人民共和国江苏省泰州市姜堰区下辖的一个乡镇级行政单位。

## 行政区划
娄庄镇下辖以下地区：
娄庄社区、洪林社区、娄东村、娄庄村、马赛村、朱翟村、先进村、团结村、新龙村、东阳村、兴胜村、袁联村、三联村、红庙村、连心村、放牛村、洪林村、李庄村和曹杨村。